# Jean d'Avila
Pour les articles homonymes, voir Saint Jean et Ávila (homonymie).
Saint Jean d'Avila, né le 6 janvier 1499 à Almodóvar del Campo (Espagne) et mort le 10 mai 1569 à Montilla, est un prêtre catholique espagnol, surnommé "l'apôtre de l'Andalousie" pour le succès de ses prédications. Auteur d'œuvres théologiques et maître spirituel, il eut une grande influence sur le renouveau catholique espagnol du XVIe siècle.
Il est vénéré comme saint par l'Église catholique, et a été proclamé en 2012 Docteur de l'Église, pour la richesse de son enseignement, par le pape Benoît XVI, qui a confirmé sa fête au calendrier à la date du 10 mai.

## Biographie

### Jeunesse et études
Jean d'Avila naît en 1499 à Almodovar del Campo, dans la province de Ciudad Real. Ses parents, Antoine d'Avila et Catherine Xixona, sont de riches marchands qui ont fait fortune. Le père descend d'une famille juive convertie au catholicisme pour pouvoir rester en Espagne. A l'âge de 14 ans, Jean part étudier à l'université de Salamanque, comme il est d'usage pour un garçon d'une famille riche. Il y fait ses humanités, étudiant aussi bien le droit que les arts, la philosophie et la théologie.
En 1517, il décide brutalement de rentrer chez lui. Alors qu'il assistait à un spectacle de tauromachie, il aurait eu une révélation divine l'appelant à se consacrer totalement à Dieu et à abandonner le monde. De retour dans sa famille, il obtient de ses parents l'autorisation de vivre dans une cabane au fond du jardin, pour s'adonner à une vie d'ermite, faite de jeûne et de prière continuelle. En 1520, un franciscain de passage, édifié par la vie que mène ce jeune homme, convainc ses parents de l'envoyer dans l'université d'Alcalá, fondée par le cardinal Francisco Jimenez de Cisneros.
À Alcalá, Jean d'Avila s'imprègne de l'humanisme ambiant. Sous la direction du Père Domingo de Soto, dont il est le disciple, il étudie l'Écriture sainte, la pensée d'Érasme, la métaphysique et la physique. Il obtient son baccalauréat en 1523, et devient maître en théologie en 1537.

### Prédicateur
En 1525, Jean d'Avila est ordonné prêtre. Il rentre à Almodovar del Campo, où il célèbre sa première messe. Ses parents étant morts, il distribue tout son héritage aux pauvres. Les conquêtes espagnoles du Nouveau Monde provoque le désir chez Jean d'Avila de partir comme missionnaire. Il se lie avec Mgr Julian Garces, l'évêque de Tlaxcala, qui consent à l'amener avec lui lors de la prochaine traversée. Toutefois, son zèle et son habileté d'orateur sont signalés à l'archevêque de Séville. Celui-ci lui déclare lors d'un entretien : « Vos Indes sont ici, à Séville ! ».
Mgr Alfonso Manrique de Lara y Solís le charge d'organiser des missions populaires dans toute l'Andalousie pour raviver la foi chrétienne dans ses terres. Il prêche dans les églises et sur les places publiques. Sa notoriété d'orateur s'étend rapidement auprès de toutes les strates sociales de la population jusqu'à devenir réputée. Son premier coup d'éclat est la conversion de doña Sancha Carillo, dame d'honneur de l'impératrice, qui se retira au couvent après s'être confessée à lui. Pour elle, Jean d'Avila écrit son œuvre Audi filia (écoute ma fille), afin de la guider dans la sainteté.

### Emprisonnement et succès

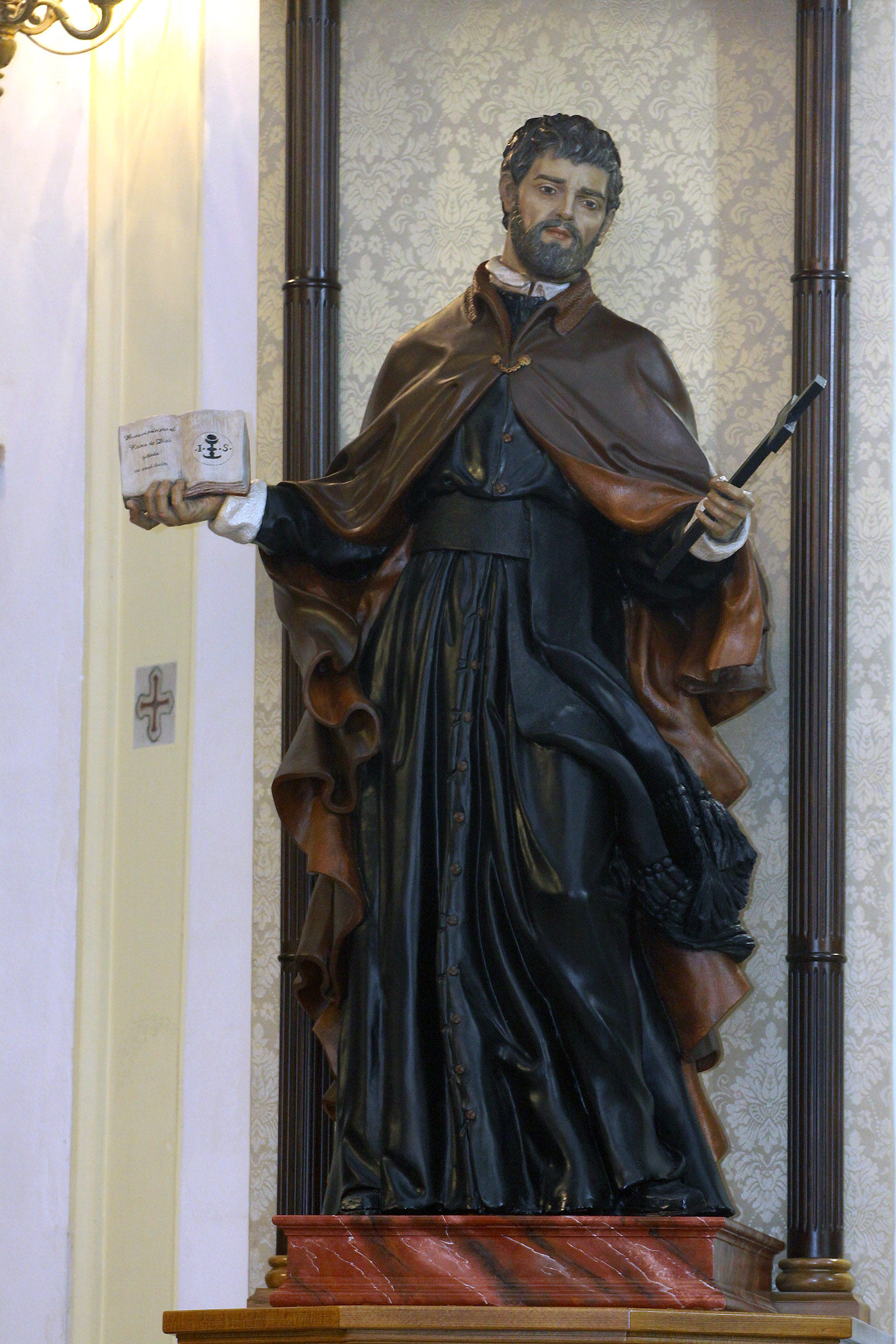
Statue de saint Jean d'Avila à la basilique Saint-Jean-d'Avila de Montilla.

En 1531, Jean d'Avila est dénoncé à l'Inquisition, accusé d'hérésie. On le soupçonne d'illuminisme et de luthéranisme, pour certains de ses propos en sermons, concernant la vie spirituelle. Arrêté, il est emprisonné à Séville à l'automne 1532. Après de nombreux interrogatoires, la sentence est rendue le 5 juillet 1533 : rien d'hérétique dans son enseignement, ses propos ayant été dénaturés. L'un des juges parle de « potins de sacristie ».
Au cours de son emprisonnement, il rédigea l'ensemble de son œuvre Audi filia. C'est aussi au cours de cette période qu'il aurait reçu une grande perception du mystère du Christ, comme le rapporte son biographe et disciple Louis de Grenade, auquel il confie : « J'ai appris bien plus durant ma captivité que pendant toutes mes années d'études ».
Lavé de tous soupçons, Jean d'Avila continue de prêcher avec un grand succès auprès du peuple.
Il reste un an à Cordoue puis s'installe à Grenade de 1536 à 1539. Le 20 janvier 1537, au cours d'un sermon où il invite les fidèles à suivre le Christ « même au milieu des épines et des ronces », João Cidade se convertit et reconnaît ses péchés devant la foule ; désormais accompagné par lui et encouragé à se consacrer aux pauvres, ce futur saint Jean de Dieu fonde l'ordre des Hospitaliers à Grenade en 1539.
Jean d'Avila est chargé de célébrer les funérailles de l'impératrice-reine Isabelle, épouse de Charles Quint, le 17 mai 1539. À cette occasion, saint François Borgia, alors régent du royaume, change radicalement de vie, décidant d'abandonner la charge de vice-roi de Catalogne pour devenir membre de la Compagnie de Jésus.

### Influence
En 1540, Jean d'Avila s'installe à Baeza. Préoccupé par l'éducation des enfants, surtout des jeunes garçons voulant devenir prêtres, il fonde une université, qui deviendra un point de référence en l'Espagne jusqu'au XIXe siècle. Il crée aussi une quinzaine de collèges, qui sont considérés comme les précurseurs des séminaires, mis en place par le concile de Trente. De nombreux disciples se joignent à Jean d'Avila et partent prêcher des missions populaires. Une "compagnie avilienne" se forme autour de lui. Il fut aussi l'auteur de nombreuses ouvrages à caractère de dévotion parmi lesquelles L'Épistolaire spirituelle entre tous les états et Audi, filia, et vide qui eurent un succès extraordinaire dans la seconde moitié du XVIIe siècle et qui furent traduits et diffusés dans toute l'Europe.
Des évêques le consultent, comme saint Thomas de Villeneuve et saint Barthélemy des Martyrs, et reconnaissent l'utilité de sa méthode catéchétique, jusqu'à la diffuser dans leur diocèse respectif. Contemporain du concile de Trente (1542-1563), Jean d'Avila n'y participe pas mais aura une part active en coulisse. De nombreux Pères conciliaires le consultent et certains s'inspirent de ses méthodes afin de les mettre en avant pour l'Église universelle.
En 1547, Jean d'Avila et saint Ignace de Loyola se rencontrent et se lient d'amitié. Ils échangent de nombreuses lettres. Le fondateur de la Compagnie de Jésus incite Jean d'Avila à le rejoindre dans son entreprise, mais celui-ci refuse, par souci de préserver l'identité de sa propre Compagnie avilienne. Toutefois, dans les débuts difficiles de la Compagnie de Jésus, Jean d'Avila fut un soutien de taille face aux critiques et aux difficultés. Il donna une grande impulsion dans le développement des Jésuites en Espagne. Il dirigea spirituellement un grand nombre d'entre eux.
Jean d'Avila fut aussi le directeur spirituel de sainte Thérèse d'Avila pendant quelques années, et un grand soutien dans sa réforme de l'Ordre du Carmel, face aux difficultés et aux critiques d'une part du clergé ; c'est à lui qu'elle adressa son autobiographie, le Livre de la vie. Jusque dans les dernières années de sa vie, il fut le conseiller d'un grand nombre de prêtres (dont le dominicain Louis de Grenade) et de religieuses.
Il est l'un des maîtres spirituels les plus consultés de son temps, au même titre que son ami saint Pierre d'Alcantara. Épuisé par ses activités et quasiment aveugle, il meurt le 10 mai 1569 à Montilla, entouré de ses disciples. A sa demande il fut enterré dans l'église jésuite de l'Incarnation (aujourd'hui basilique Saint-Jean-d'Avila).

### Vénération

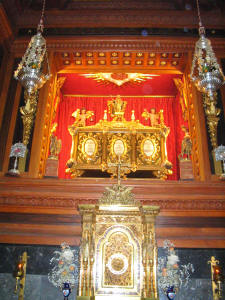
Châsse contenant les reliques du saint dans l'église de Montilla.

### Vers la canonisation
Considéré comme un saint dès son vivant, sa canonisation va toutefois prendre du temps. La cause pour sa canonisation débute en 1623 à Madrid. Reconnu vénérable en 1759 par le pape Clément XIII, ce n'est que le 4 avril 1894 que Jean d'Avila est déclaré bienheureux par le pape Léon XIII.
Le 31 mai 1970, le pape Paul VI le proclame saint. À l'occasion, il l'offre comme modèle de vie sacerdotale et un exemple à suivre dans le renouveau que connaît l'Église.

### Docteur de l'Église
En juillet 1970, la Conférence des évêques des d'Espagne présente au Saint-Siège la candidature de saint Jean d'Avila pour être déclaré Docteur de l'Église. Une commission de théologiens se met à l'étude sur ses écrits pour qualifier cette proposition de sérieuse ou non. Retenue, sa candidature est examinée successivement par la Congrégation pour la doctrine de la foi puis par la Congrégation pour les causes des saints. Le 3 mai 2011, au terme de l'enquête canonique, la commission du Saint-Siège approuve.

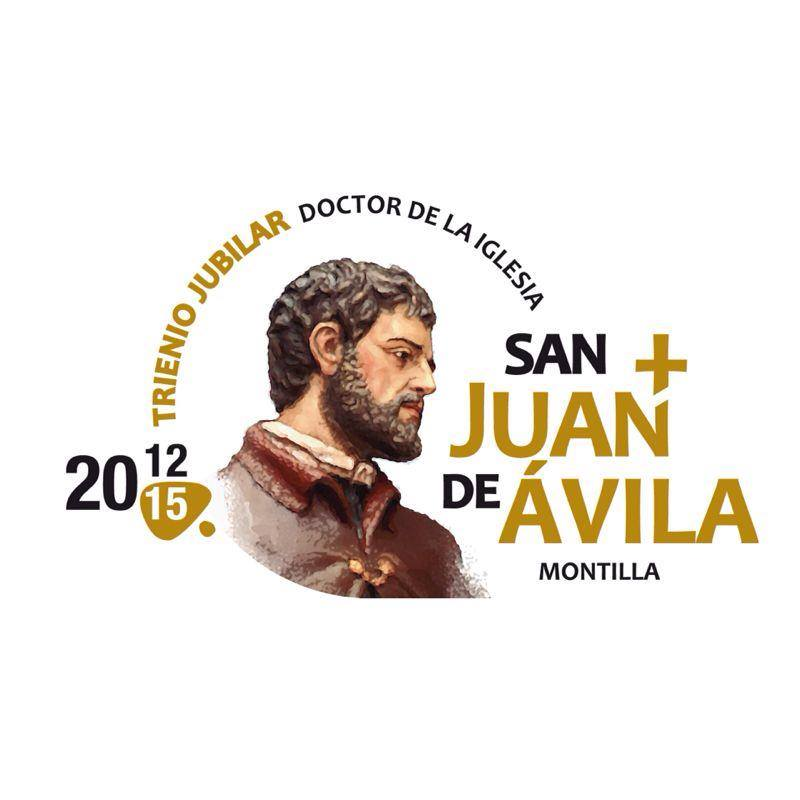
Logo à l'occasion de sa proclamation comme Docteur de l'Église.

C'est le 7 octobre 2012 que le pape Benoît XVI procède à la proclamation solennelle de saint Jean d'Avila, comme 34e Docteur de l'Église. Le rite advient lors d'une messe célébrée sur la place Saint-Pierre en présence de plusieurs milliers de fidèles,,.
À cette occasion, Benoît XVI déclare :

« La déclaration de Docteur de l'Église d'un saint présuppose la reconnaissance d'un charisme de sagesse conféré par le Saint-Esprit pour le bien de l'Église, et démontrée par l'influence positive d'un enseignement sur les fidèles, ce qui est le cas dans la personne et l'œuvre du Saint Maître d'Avila. De grands saints et des pécheurs mémorables, des riches et des pauvres, des savants et des ignorants, ont trouvé chez lui des lumières et une meilleure compréhension du message chrétien. »

### Dévotion
- Saint Jean d'Avila est fêté le 10 mai.
- Il est le patron de l'Andalousie, et par un décret du pape Pie XII (2 juillet 1946), patron de tous les prêtres séculiers espagnols.
- Les reliques de saint Jean d'Avila sont exposées à la vénération des fidèles dans l'église de l'Incarnation (de la Encarnación), aujourd'hui basilique Saint-Jean-d'Avila, à Montilla.
- Des églises Saint-Jean-d'Avila existent à Séville, Valladolid, Alcalá de Henares en Espagne, et à Usaquén en Colombie.

## Source
- (it) Cet article est partiellement ou en totalité issu de l’article de Wikipédia en italien intitulé « Giovanni d'Ávila » (voir la liste des auteurs).